# Pancadão Frenético
"Pancadão Frenético" é uma canção da cantora brasileira Claudia Leitte com a participação do cantor brasileiro de forró Wesley Safadão. A canção é composição de Nilton Maya, Marcelinho Black e Bina Farofa. Foi lançada no álbum "Axemusic - Ao Vivo" em sua versão ao vivo no dia 13 de janeiro de 2014. Uma versão em estúdio da canção sem a participação de Wesley Safadão foi disponibilizada para streaming no aplicativo oficial da cantora.
A canção foi incluída na coletânea musical Duetos de Wesley Safadão, lançada em 22 de julho de 2016 pela Som Livre.

## Composição
A canção é composição de Nilton Maya, Marcelinho Black e Bina Farofa. A canção chegou nas mãos da Claudia Leitte através de Luciano Pinto, diretor musical da cantora. "Deus deu a inspiração e aí saiu essa canção linda", diz Bina Farofa, um dos compositores. "Eu comecei a meditar nisso e comecei a escrever. Aquilo que se chama inspiração. Você se inspira mesmo e no momento em que a musica tá aqui em você e você pega ela. Eu fiz essa música assim", disse Nilton sobre o processo de composição da canção. A esposa de Nilton revelou que já sabia do sucesso da canção desde a primeira vez que ouviu a música: "Desde quando a música foi composta era o dia todo cantando e sempre cantando, e sempre dançando. E sempre que falava com os amigos no telefone, já não aguentava mais". O compositor Nilton Maya é porteiro do condomínio de Luciano e insistiu durante mais de um ano para que Luciano mostrasse a canção para Claudia. Para convencer a gravar a canção, Nilton fez um vídeo dançando e cantando "Pancadão Frenético".
| “ | Eu escutei a música e fiquei louca. Porque ela tem um suíngue massa. E me ouriçou, me deixou toda feliz. | ” |

Ao ouvir a canção, Claudia decidiu incluir a canção no repertório da gravação do álbum "Axemusic - Ao Vivo". Nilton relatou para o Fantástico a sua reação ao saber que Claudia resolveu gravar a canção: "O coração quase para. Quase para porque foi aquela coisa repentina. Eu sempre quis colocar uma música com Claudinha, eu gosto muito dela".
Claudia e o Fantástico resolveram surpreender Nilton com a canção. Em uma matéria para o programa, o repórter Maurício Kubrusly fingiu que iria fazer uma matéria sobre condomínio, usando Nilton para distraí-lo do que iria acontecer, enquanto Claudia ficava escondida em um carro. Enquanto Maurício entrevistava Nilton, o carro em que Claudia estava parou em um local que chamaria a atenção de Nilton. Quando Nilton olhou para o carro, a versão em estúdio da canção começa a tocar alto no carro, enquanto Claudia surpreendia aparecendo no local.
| “ | Eu estava voltando de um show de madrugada, me mostraram aquele vídeo. Foi por isso que eu gravei a música. Sua música é sucesso playboy, você arrasou. | ” |

Nilton foi convidado para a gravação do álbum "Axemusic - Ao Vivo" em Pernambuco. A equipe do Fantástico acompanhou Nilton e sua família na gravação.

## Lançamento
Durante a coletiva de imprensa para divulgação de informações da gravação do álbum "Axemusic - Ao Vivo", Claudia revelou que o cantor Wesley Safadão participaria da gravação, na canção "Pancadão Frenético". Claudia Leitte apresentou a canção pela primeira vez durante um show em Rondon do Pará no dia 21 de julho de 2013, dias antes da gravação do álbum. No dia 26 de novembro de 2013, Claudia lançou um novo aplicativo de celular para a plataforma de iOS. No aplicativo foi disponibilizado uma versão em estúdio da canção, sem participação de Wesley Safadão. Porém na metade da música, Claudia diz "senhoras e senhores, preparem-se para receber ele, a delícia do forró, Wesley Safadão!", levantando suspeitas que essa versão foi usada para os cantores ensaiar a canção para o DVD.
No dia 13 de janeiro de 2014, o CD "Axemusic - Ao Vivo" foi lançado, com a canção presente na lista de faixas. No dia 16 de janeiro de 2014, o DVD foi lançado, contendo a performance ao vivo da canção. No dia 20 de janeiro de 2014, o CD foi lançado para download digital na iTunes Store, contendo na lista de faixas a canção e o vídeo da gravação da canção. A canção chegou a ser executadas em diversas rádios na região Norte e Nordeste brasileira.

## Versões
- Ao vivo

1. "Pancadão Frenético" (part. Wesley Safadão) - 3:00

- Ao vivo - sem vozerio

1. "Pancadão Frenético" (part. Wesley Safadão) - 2:59

- Estúdio

1. "Pancadão Frenético" - 2:58